# ستيفن ستيجافيك
ستيفن ستيجافيك (بالنرويجية: Steffen Stegavik‏) مواليد 30 نوفمبر 1983 في تروندهايم، هو لاعب كرة يد نرويجي يلعب كوسط مدافع. مثل منتخب النرويج لكرة اليد.

## الإنجازات
- الدوري النرويجي لكرة اليد:
  - الفوز: 2008، 2012، 2013
- كأس النرويج:
  - الفوز: 2010
- الدوري الروماني لكرة اليد:
  - الفوز: 2014–15
- كأس رومانيا:
  - الفوز: 2015
- كأس أبطال الكؤوس الأوروبية لكرة اليد:
  - ربع النهائي: 2011

## روابط خارجية
- ستيفن ستيجافيك على موقع الاتحاد الأوروبي لكرة اليد (الإنجليزية)
- ستيفن ستيجافيك على موقع الاتحاد النرويجي لكرة اليد (النرويجية)